# Jean-Pierre Dupont
Pour les articles homonymes, voir Dupont.
Jean-Pierre Dupont, né le 19 juin 1933 à Alger, est un homme politique français. Il est député de la 3e circonscription de la Corrèze de 1995 à 2012 et président du conseil général de la Corrèze de 1992 à 2008.

## Biographie

### Carrière politique
Jean-Pierre Dupont est élu pour la première fois lors des élections municipales de 1971 au sein du conseil municipal de Bort-les-Orgues. Il en deviendra maire en mars 1983 et y restera 18 ans jusqu'en 2001.
En 1974, il remporte l'élection cantonale partielle à la suite du décès Jean-Baptiste Papon et devient conseiller général de la Corrèze dans le canton de Bort-les-Orgues. Le 3 avril 1992, le conseil général de la Corrèze l'élit président du département. Jean-Pierre Dupont présidera le conseil général de la Corrèze pendant plus de 15 ans jusqu'en 2008, où il sera remplacé par François Hollande, premier secrétaire du PS et candidat aux élections cantonales en mars 2008 avait déclaré vouloir lui reprendre la tête du conseil. Le PS bat la droite dans 3 des 18 cantons mis en jeu ; le conseil général bascule donc à gauche et François Hollande remplace Jean-Pierre Dupont à la tête de l'assemblée départementale.
En 1981, le Docteur Dupont devient le suppléant de Jacques Chirac alors député de Corrèze et c'est tout naturellement qu'il lui succède à la suite de son élection à la présidence de la République comme député de la 3e circonscription de la Corrèze ou il est élu au premier tour le 18 juin 1995 avec 57,66 % des voix. Il fait partie du groupe UMP. Il a été réélu d'extrême justesse en 2007 face à son adversaire socialiste Martine Leclerc, élue en 2008 maire d'Ussel.

### Fondation Jacques Chirac
En 1995, Jacques Chirac devient le président de la République et quitte la présidence de l'Association des centres éducatifs du Limousin, future Fondation Jacques Chirac. Il est alors remplacé par Jean-Pierre Dupont, son suppléant et 1er vice-président.
En mars 2018, Françoise Béziat a fait valoir son droit à la retraite et cède donc sa place de directrice générale à Michel Vergne. Françoise Béziat devient présidente de la Fondation en remplacement de Jean-Pierre Dupont qui se retire de sa fonction de président mais reste administrateur au sein du Conseil d'Administration. Jean-Pierre Dupont est donc nommé président d'honneur de la Fondation Jacques Chirac.

## Mandats
- 14/03/1971 - 12/03/1977 : Adjoint au maire de Bort-les-Orgues (Corrèze)
- 17/11/1974 - 18/03/1979 : Membre du conseil général de la Corrèze
- 13/03/1977 - 05/03/1983 : Adjoint au maire de Bort-les-Orgues (Corrèze)
- 18/03/1979 - 10/03/1985 : Membre du conseil général de la Corrèze
- 14/03/1983 - 12/03/1989 : Maire de Bort-les-Orgues (Corrèze)
- 17/03/1985 - 03/04/1992 : Membre du conseil général de la Corrèze
- 17/03/1986 - 21/03/1992 : Membre du Conseil régional du Limousin
- 20/03/1989 - 18/06/1995 : Maire de Bort-les-Orgues (Corrèze)
- 03/04/1992 - 30/03/1998 : Membre et président du conseil général de la Corrèze
- 19/06/1995 - 21/04/1997 : Député
- 25/06/1995 - 18/03/2001 : Maire de Bort-les-Orgues (Corrèze)
- 01/06/1997 - 18/06/2002 : Député
- 27/03/1998 - 18/03/2001 : Président du conseil général de la Corrèze
- 19/03/2001 - 31/03/2004 : Président du conseil général de la Corrèze
- 01/04/2004 - 20/03/2008 : Président du conseil général de la Corrèze